# Pałac w Czarnym Borze
Pałac w Czarnym Borze – zabytkowy pałac wybudowany w 1784 r. w stylu barokowym, w Czarnym Borze przez Czettritzów na miejscu ich dworu, który spłonął w 1775 r.

## Położenie
Pałac położony jest w Czarnym Borze – wsi w Polsce, w województwie dolnośląskim, w powiecie wałbrzyskim, w gminie Czarny Bór. Położony jest w Sudetach Środkowych, na pograniczu Gór Wałbrzyskich i Kamiennych (pasmo Czarnego Lasu i Lesistej), w dolinie Leska (prawego dopływu Bobru) i jego dopływu – Grzędzkiego Potoku; 13 km od Wałbrzycha.

## Historia
Barokowy pałac remontowany w XIX w., restaurowany w 1963 r.; obecnie Szpital Leczenia Odwykowego. Obiekt jest częścią zespołu pałacowego, w skład którego wchodzą jeszcze: park, oficyna I, oficyna II, spichrz, z XVIII w., ul. Parkowa 6.

## Opis
Nad barokowym portalem z dwiema kolumnami korynckimi zwieńczonymi wazonami, na wysokości pierwszego piętra po dwóch stronach okna znajdują się herby: rodziny von Portatius (po lewej) i von Lüttwitz (po prawej).
W kartuszu herbowym w szczycie ryzalitu elewacji frontowej znajdują się herby: rodziny von Zedlitz (po lewej), Reibnitz (po prawej).
W kartusze nad bramą wjazdową do oficyny pałacowej znajdują się herby: Hansa-Bernharda von Portatiusa, pana na Czarnym Borze (1875-1942) (po lewej) i jego żony Very Natalii von Einsiedel (1887-1953).

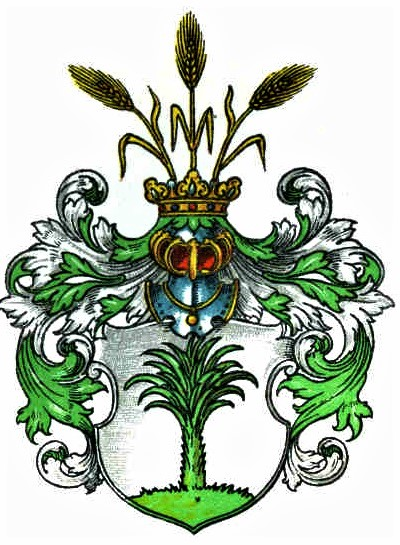
Portatius
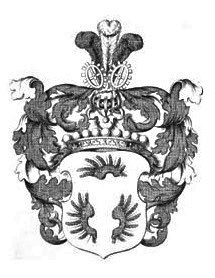
Lüttwitz
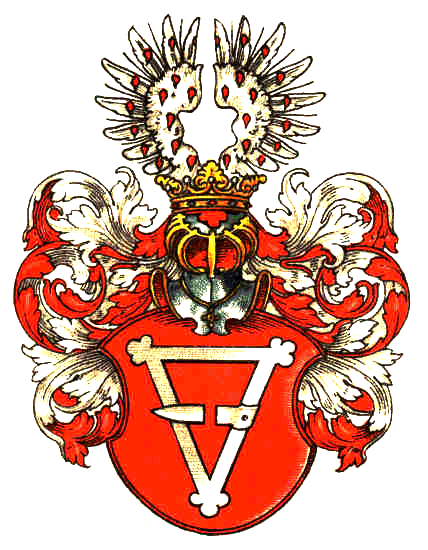
Zedlitz
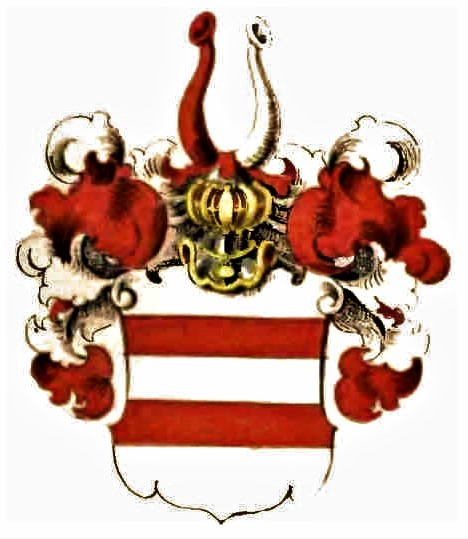
Reibnitz
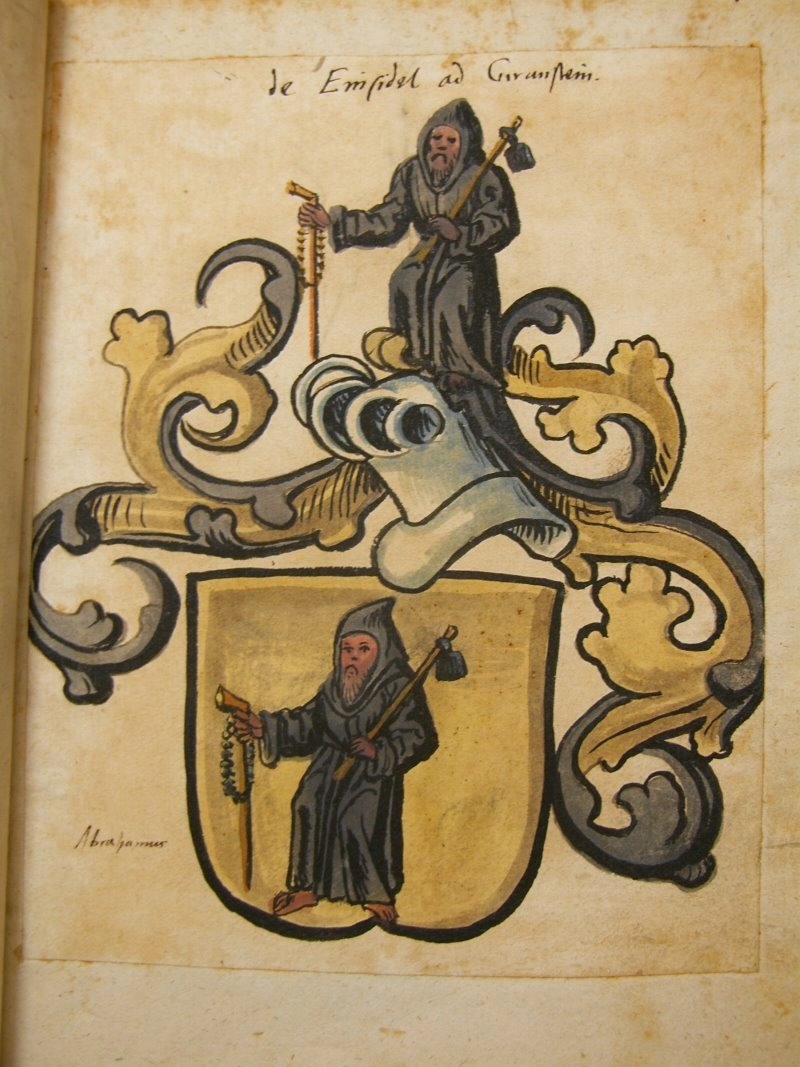
Einsiedel
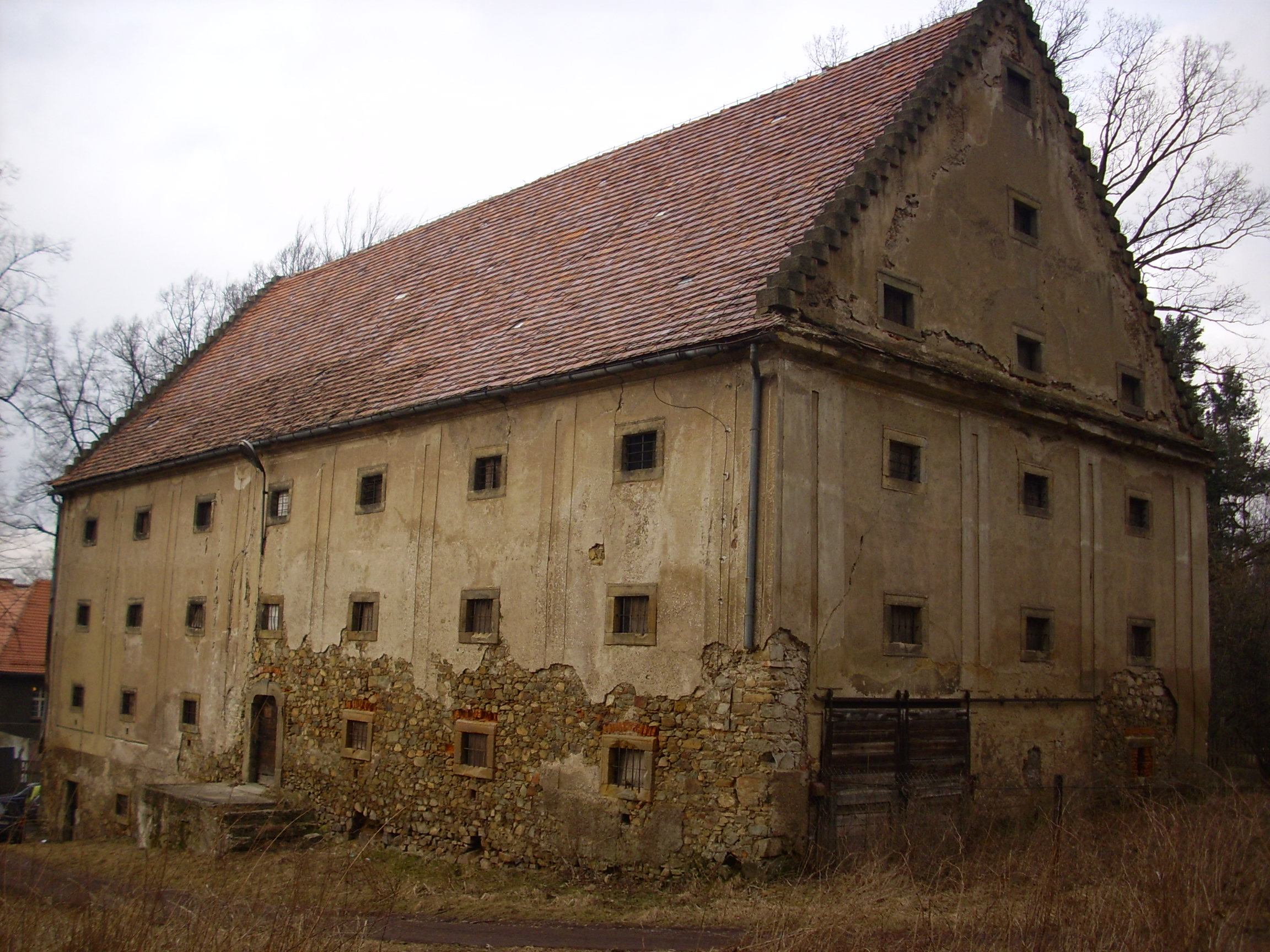
Spichlerz z XVIII w.